# سانيكاندرو دي باري
سانيكاندرو دي باري (بالإيطالية: Sannicandro di Bari)‏ هي بلدة وبلدية في مقاطعة باري في إقليم بوليا في جنوب إيطاليا.

## السكان
في سنة 1861 بلغ عدد السكان 4٬691 نسمة، وتطور العدد ليصل في سنة 2011 لـ 9٬713 نسمة.
يظهر هذا المخطط البياني تطور النمو السكاني لـ سانيكاندرو دي باري